# Ясменник красильный
Ясме́нник краси́льный (лат. Aspérula tinctória) — многолетний полукустарник, вид рода Ясменник (Asperula) семейства Мареновые (Rubiaceae).

## Экология и распространение
Встречается практически на всей территории Европы, кроме Пиренейского полуострова. На территории России встречается в европейской части и Западной Сибири.
Произрастает на лугах, по степным склонам, на лесных опушках, в светлых сосновых лесах.
|                                                  |
|                                                  |
|                                                  |
| Сверху вниз. Соцветия. Плоды. Прицветные листья. |

## Ботаническое описание
Корневище тонкое, шнуровидное, ползучее, ветвистое.
Стебли одиночные, высотой 30—70 см, прямые или восходящие, четырёхгранные, голые, ветвистые. Ветви прямые, длинные, торчащие.
Листья мутовчатые, нижние по шесть штук, верхние по четыре, неравные, линейные, длиной 18—50, обычно 30—35 см, шириной 1—2, до 4 см, туповатые, голые. Прицветные листья парные, более мелкие, длиной 2—3 мм, шириной 1—1,5 мм, эллиптические, голые.
Соцветия расположены на концах стеблей и ветвей, рыхлые, на длинных тройчаторазделёных цветоносах, каждый из которых несёт по три 3—6-цветковых полузонтика. Венчик белый, трубчато-воронковидный, длиной 2,5—3 мм, тычинок 3, реже 4.
Плоды двойчатые, длиной и шириной по 1,5—2 мм, мелкозернистые, блестящие, морщинистые, мерикарпии шаровидные, чаще один из них не развит.

## Классификация

### Представители
В рамках вида выделяют ряд подвидов:
- Asperula tinctoria subsp. hungarorum (Borbás ex Jáv.) Soó
- Asperula tinctoria subsp. tinctoria

### Таксономическое положение
Вид Ясменник красильный входит в род Ясменник (Asperula) семейства Мареновые (Rubiaceae) порядка Горечавкоцветные (Gentianales).
|  |                                      |  |                                                             |                                                             |                     |  | ещё 4 семейства (согласно Системе APG II) | ещё 4 семейства (согласно Системе APG II) |                         |  |  |  | более 200 видов |
|  |                                      |  |                                                             |                                                             |                     |  | ещё 4 семейства (согласно Системе APG II) | ещё 4 семейства (согласно Системе APG II) |                         |  |  |  | более 200 видов |
|  |                                      |  |                                                             | порядок Горечавкоцветные                                    |                     |  |                                           |                                           | род Ясменник            |  |  |  |                 |
|  |                                      |  |                                                             | порядок Горечавкоцветные                                    |                     |  |                                           |                                           | род Ясменник            |  |  |  |                 |
|  | отдел Цветковые, или Покрытосеменные |  |                                                             |                                                             | семейство Мареновые |  |                                           |                                           | вид Ясменник красильный |  |  |  |                 |
|  | отдел Цветковые, или Покрытосеменные |  |                                                             |                                                             | семейство Мареновые |  |                                           |                                           |                         |  |  |  |                 |
|  |                                      |  | ещё 44 порядка цветковых растений (согласно Системе APG II) | ещё 44 порядка цветковых растений (согласно Системе APG II) |                     |  |                                           | ещё около 600 родов                       | ещё около 600 родов     |  |  |  |                 |
|  |                                      |  |                                                             | ещё 44 порядка цветковых растений (согласно Системе APG II) |                     |  |                                           |                                           | ещё около 600 родов     |  |  |  |                 |